# Ísknattleiksfélagið Björninn
Ísknattleiksfélagið Björninn ist ein isländischer Sportverein aus Reykjavík, der vor allem für seine Eishockeyabteilung bekannt war, die über viele Jahre an der isländischen Eishockeyliga teilnahm und 2012 die isländische Meisterschaft gewann. Weitere Abteilungen des Vereins waren Eiskunstlauf und Curling, 2010 kam Fußball hinzu. Im Jahr 2008 wurden alle Eissport-Abteilungen aus dem Verein ausgegliedert und in den Multisportverein Ungmennafélagið Fjölnir eingegliedert.

## Eishockey
Ísknattleiksfélagið Björninn nahm seit der Gründung der isländischen Eishockeyliga in der Saison 1991/92 regelmäßig an deren Spielbetrieb teil. Ab 2011 nahm unter dem Namen Hunar auch eine zweite Mannschaft des Klubs am Spielbetrieb der Liga teil. In der Spielzeit 2011/12 wurde der Verein durch 3:2 Siege in der Endspielserie gegen Skautafélag Reykjavíkur erstmals isländischer Landesmeister. Auch in den beiden Folgejahren erreichte die erste Mannschaft das Finale, unterlag aber jeweils den Víkingar, der ersten Mannschaft von Skautafélag Akureyrar, in der Endspielserie.
2018 wurde die Eishockeyabteilung und alle anderen Eissportabteilungen in Ungmennafélagið Fjölnir eingegliedert.

## Fußball
Seit etwa 2010 verfügt der Verein über eine Fußballmannschaft, die im isländischen Pokalwettbewerb und der 3. deild karla antrat.